# كسوف الشمس 12 أغسطس 2026
سيحدث كسوف كلي للشمس عند العقدة الهابطة للقمر في المدار يوم الأربعاء 12 أغسطس 2026 بعد يومين من الحضيض (نقطة الحضيض يوم الاثنين 10 أغسطس 2026) في أمريكا الشمالية وأوروبا. سوف يمر الخسوف الكلي فوق القطب الشمالي وجرينلاند وأيسلندا والمحيط الأطلسي وشمال إسبانيا .
ستكون النقاط ذات المدة الأكبر والخسوف الأكبر 45 فقط كم قبالة الساحل الغربي لأيسلندا بمقدار 65 ° 10.3 'شمالًا و 25 ° 12.3' غربًا . وهذا سيكون أول كسوف كلي مرئي في أيسلندا منذ 30 يونيو 1954 ، وكذلك سلسلة سولار ساروس 126 (العقدة الهابطة) ، والوحيد الذي يحدث في القرن الحادي والعشرين حيث سيكون الكسوف التالي في عام 2196.
سيحدث الحضيض القمري يوم الاثنين ، 10 أغسطس ، 2026 ، قبل يومين من الكسوف الكلي للشمس. بعد 2.3 يومًا فقط من الحضيض ، سيكون القطر الظاهري للقمر أكبر.
سيمر الخسوف الكلي شمال إسبانيا من ساحل المحيط الأطلسي إلى ساحل البحر الأبيض المتوسط وكذلك جزر البليار . سيكون الخسوف الكلي مرئيًا من مدن فالنسيا وسرقسطة وبالما وبلباو ، لكن كلاً من مدريد وبرشلونة سيكونان خارج مسار الكلية.
حدث الكسوف الكلي الأخير في قارة أوروبا في 29 مارس 2006 وفي الجزء القاري من الاتحاد الأوروبي حدث في 11 أغسطس 1999 . حدث آخر كسوف كلي للشمس في إسبانيا في 30 أغسطس 1905 واتبع مسارًا مشابهًا في جميع أنحاء البلاد.
سيحدث الكسوف الكلي التالي المرئي في إسبانيا بعد أقل من عام في 2 أغسطس 2027 . سيغطي الكسوف الجزئي أكثر من 90٪ من مساحة الشمس في أيرلندا وبريطانيا العظمى والبرتغال وفرنسا وإيطاليا والبلقان وشمال إفريقيا وبدرجة أقل في معظم أوروبا وشمال إفريقيا وأمريكا الشمالية .

## مسار الكسوف
ينطلق مسار الكسوف من شمال سيبيريا في جميع أنحاء منطقة القطب الشمالي وأيسلندا وشرق المحيط الأطلسي إلى إسبانيا والبحر الأبيض المتوسط.

### كسوف الشمس والشفق القطبي
يمكن أن يكون الشفق القطبي مرئيًا حتى بداية الشفق البحري في منطقة شمال روسيا ، اعتمادًا على شدة النشاط الشفقي في ذلك التاريخ. إذا حدثت عاصفة مغنطيسية أرضية شديدة الشدة في وقت واحد ، فقد تكون هناك فرص لرؤية الشفق القطبي في وقت واحد مع خسوف الشمس. في شرق شبه جزيرة تيمير ، ستبدأ المرحلة الإجمالية في 13 أغسطس في تمام الساعة 0:00 بالتوقيت المحلي خلال شمس منتصف الليل . 

### كسوف الشمس تحت الأفق
نظرًا لحجم الخسوف الكبير (أكثر من 0،8) ، فإنه سوف تتاح للمراقبين الفرصة لرصد الظل القمري في الغلاف الجوي المرتفع حيث تكون الشمس المنكسفة تمامًا أسفل الأفق ، وكذلك الشفق المدني القصير والشفق البحري الممتد. يمكن أن يؤدي تعتيم سماء الشفق إلى تحسين فرص مراقبة ضوء البروج الداخلي. 

## الصور
مسار متحرك

## الخسوفات ذات الصلة

### كسوف في عام 2026
- كسوف حلقي للشمس يوم 17 فبراير .
- خسوف كلي للقمر في 3 مارس .
- كسوف كلي للشمس في 12 أغسطس .
- خسوف جزئي للقمر في 28 أغسطس .

### كسوف الشمس 2026-2029
هذا الكسوف هو جزء من سلسلة كسوف الشمس 2026-2029. يتكرر الكسوف في كل 177 يومًا تقريبًا و 4 ساعات في العقد المتناوبة من مدار القمر.قالب:Solar eclipse set 2026–2029
| عقدة تصاعدية                                                                                    | عقدة تصاعدية                         |     | عقدة تنازلية                      | عقدة تنازلية |
| 121                                                                                             | كسوف الشمس 17 فبراير 2026 Annular    | 126 | كسوف الشمس 12 أغسطس 2026 Total    |              |
| 131                                                                                             | كسوف الشمس 6 فبراير 2027 Annular     | 136 | كسوف الشمس 2 أغسطس 2027 Total     |              |
| 141                                                                                             | كسوف الشمس 26 يناير 2028 Annular     | 146 | كسوف الشمس 22 يوليو 2028 Total    |              |
| 151                                                                                             | 2029 January 14 [الإنجليزية] Partial | 156 | 2029 July 11 [الإنجليزية] Partial |              |
| يحدث الكسوف الجزئي للشمس في 12 يونيو 2029 و 5 ديسمبر 2029 في مجموعة خسوف السنة القمرية التالية. |                                      |     |                                   |              |

### 126- ساروس
وهي جزء من دورة ساروس 126 وتتكرر كل 18 سنة و 11 يوماً وتحتوي على 72 حدثاً.
- بدأت السلسلة بكسوف جزئي للشمس في ١٠ مارس ١١٧٩.
- وهي تحتوي على كسوف حلقي من ٤ يونيو ١٣٢٣ حتى ٤ أبريل ١٨١٠ ،
- وخسوفًا هجينًا من ١٤ أبريل ١٨٢٨ حتى ٦ مايو ١٨٦٤
- وخسوفًا كليًا من ١٧ مايو ١٨٨٢ حتى أغسطس 23 ، 2044.
- تنتهي السلسلة في العضو 72 ككسوف جزئي في 3 مايو 2459.

كانت أطول مدة للكسوف المركزي (حلقي أو كلي) 6 دقائق و 30 ثانية من الحلقي في 26 يونيو 1359. أطول مدة الكلية كانت دقيقتان و 36 ثانية في 10 يوليو 1972. جميع الكسوف في هذه السلسلة تحدث عند العقدة الهابطة للقمر.
| Series members 42–52 occur between 1901 and 2100 | Series members 42–52 occur between 1901 and 2100 | Series members 42–52 occur between 1901 and 2100 |
| 42                                               | 43                                               | 44                                               |
| ------------------------------------------------ | ------------------------------------------------ | ------------------------------------------------ |
| June 8, 1918 [الإنجليزية]                        | June 19, 1936 [الإنجليزية]                       | June 30, 1954 [الإنجليزية]                       |
| 45                                               | 46                                               | 47                                               |
| July 10, 1972 [الإنجليزية]                       | July 22, 1990 [الإنجليزية]                       | كسوف الشمس 1 أغسطس 2008                          |
| 48                                               | 49                                               | 50                                               |
| كسوف الشمس 12 أغسطس 2026                         | August 23, 2044 [الإنجليزية]                     | September 3, 2062 [الإنجليزية]                   |
| 51                                               | 52                                               |                                                  |
| September 13, 2080 [الإنجليزية]                  | September 25, 2098 [الإنجليزية]                  |                                                  |

### سلسلة ميتونيك
تتكرر السلسلة ميتونيك كل 19 عامًا (6939.69 يومًا) ، وتستمر حوالي 5 دورات. يحدث الكسوف في نفس تاريخ التقويم تقريبًا. بالإضافة إلى ذلك ، تكرر سلسلة أوكتن الفرعية 1/5 من ذلك أو كل 3.8 سنوات (1387.94 يومًا). تحدث جميع الكسوفات في هذا الجدول عند العقدة الهابطة للقمر.
| 21 من أحداث الكسوف بين 1 يونيو 2011 و 1 يونيو 2087 | 21 من أحداث الكسوف بين 1 يونيو 2011 و 1 يونيو 2087 | 21 من أحداث الكسوف بين 1 يونيو 2011 و 1 يونيو 2087 | 21 من أحداث الكسوف بين 1 يونيو 2011 و 1 يونيو 2087 | 21 من أحداث الكسوف بين 1 يونيو 2011 و 1 يونيو 2087 |
| 31 مايو - 1 يونيو                                  | 19 - 20 مارس                                       | 5-6 يناير                                          | 24-25 أكتوبر                                       | 12-13 أغسطس                                        |
| 118                                                | 120                                                | 122                                                | 124                                                | 126                                                |
| -------------------------------------------------- | -------------------------------------------------- | -------------------------------------------------- | -------------------------------------------------- | -------------------------------------------------- |
| كسوف الشمس 1 يونيو 2011                            | كسوف الشمس 20 مارس 2015                            | January 6, 2019 [الإنجليزية]                       | كسوف الشمس 25 أكتوبر 2022                          | كسوف الشمس 12 أغسطس 2026                           |
| 128                                                | 130                                                | 132                                                | 134                                                | 136                                                |
| كسوف الشمس 1 يونيو 2030                            | March 20, 2034 [الإنجليزية]                        | January 5, 2038 [الإنجليزية]                       | October 25, 2041 [الإنجليزية]                      | August 12, 2045 [الإنجليزية]                       |
| 138                                                | 140                                                | 142                                                | 144                                                | 146                                                |
| May 31, 2049 [الإنجليزية]                          | March 20, 2053 [الإنجليزية]                        | January 5, 2057 [الإنجليزية]                       | October 24, 2060 [الإنجليزية]                      | August 12, 2064 [الإنجليزية]                       |
| 148                                                | 150                                                | 152                                                | 154                                                | 156                                                |
| May 31, 2068 [الإنجليزية]                          | March 19, 2072 [الإنجليزية]                        | January 6, 2076 [الإنجليزية]                       | October 24, 2079 [الإنجليزية]                      | August 13, 2083 [الإنجليزية]                       |
| 158                                                | 160                                                | 162                                                | 164                                                | 166                                                |
| June 1, 2087 [الإنجليزية]                          |                                                    |                                                    | October 24, 2098 [الإنجليزية]                      |                                                    |

## روابط خارجية
- www.solar-eclipse.de - متوسط التغطية السحابية والمدن على طول مسار الكسوف
- http://eclipse.gsfc.nasa.gov/SEplot/SEplot2001/SE2026Feb17A. GIF